# Haemopis sanguisuga
Espèce
Haemopis sanguisuga, nom scientifique de l’Haemopis suce-sang, sangsue noire ou Aulastome vorace, est une sangsue d'eau douce de la famille des Haemopidae,,. Dans les ouvrages de vulgarisation, elle est souvent confondue avec la sangsue du cheval, qui présente le même aspect ; mais Haemopis sanguisuga ne parasite pas les voies aériennes des mammifères supérieurs.

## Description
La taille d’Haemopis sanguisuga est celle de la sangsue médicinale (env. 10 cm), mais elle peut être supérieure lorsque le corps de l'animal atteint sa pleine extension. Son corps est segmenté ; la face postérieure est d'une teinte brun foncé, le plus souvent unie mais occasionnellement tachetée ou marbrée de raies plus claires ; la face antérieure est jaune-gris ou olivâtre. L'animal possède deux ventouses, la plus petite à l'extrémité antérieure, l'autre à l'extrémité postérieure. Les cinq paires d'yeux de l'animal dessinent une sorte de croissant qui désigne sa tête.

## Répartition et habitat
Haemopis sanguisuga est une sangsue d'eau douce présente à travers toute l'Eurasie,,. Elle prospère sur les bermes de lacs, les mares, les fossés et les laisses de rivières ; mais comme ses proies, c'est un animal amphibie, qui s'abrite sous les pierres à travers les prairies jusqu'à une trentaine de mètres des points d'eau ; il s'accommode des eaux saumâtres.

## Écologie
Haemopis sanguisuga se déplace par sauts, elle détache la ventouse antérieure (la plus petite), étire son corps vers l'avant et fixe cette ventouse, détache la ventouse postérieure (la plus grande) et en arquant le corps, la place près de la ventouse avant, et ainsi de suite. Elle se déplace également par natation. Elle possède deux rangées de crocs peu nombreux et d'apparence émoussée et ne suce pas le sang. Elle est un prédateur de larves d'insectes, d'invertébrés, d'œufs de poissons et de petits batraciens, qu'une sangsue. Ce parasite amphibie quitte parfois l'eau pour se nourrir de lombrics,.
En revanche, comme les autres sangsues, Haemopis sanguisuga est hermaphrodite, d'abord doté de testicules puis, à la fin de sa vie, d'ovaires. L'accouplement se fait le long des zones clitellaires en contact, et le sperme du sujet mâle est injecté dans les gonopores de la femelle. À la ponte, les œufs sont déposés dans un cocon saturé d'albumine, sécrété par le clitellum. Ce cocon est enfoui près de la berge dans de la terre encore humide. À l'éclosion des œufs, les juvéniles ont une taille de 15 mm.
On retrouve parfois à la dissection un diplomonade parasite, Hexamita gigas, dans les intestins de cette sangsue. La plupart des espèces d’Hexamita infectent les vertébrés : parmi les proies de ce type de flagellés, les seuls invertébrés sont les punaises comme la Blatte orientale.

## Publication originale
- Linnaeus, C. (1758). Systema Naturae per regna tria naturae, secundum classes, ordines, genera, species, cum characteribus, differentiis, synonymis, locis. Editio decima, reformata [10th revised edition], vol. 1: 824 pp. Laurentius Salvius: Holmiae. [lire en ligne]